# Yab-Yum

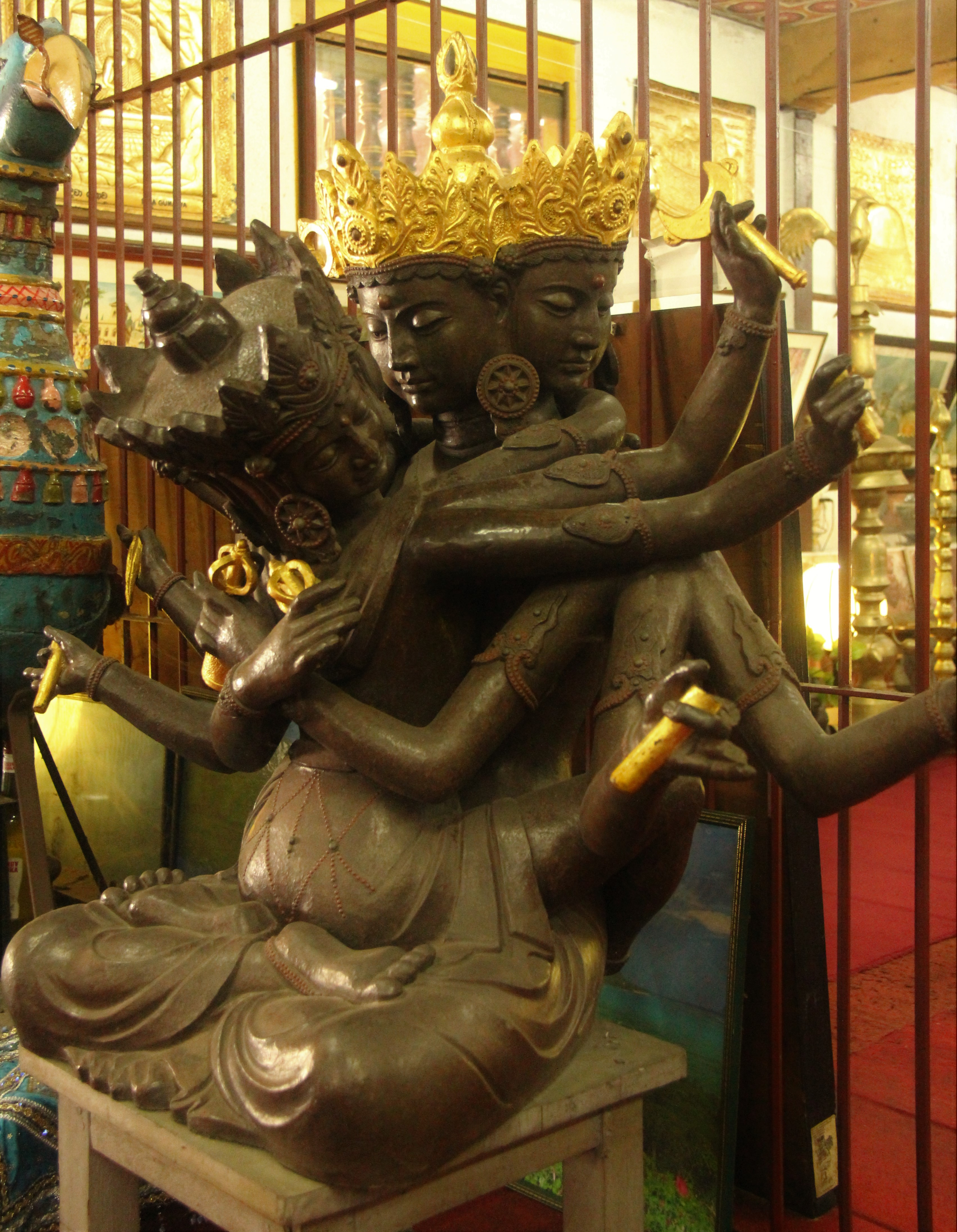
Heruka em forma de Yab-Yum. Em exposição no Museu do Templo Gangaramaya.

Yab-yum (tibetano literalmente, "pai-mãe") é um símbolo comum na arte budista da Índia, Butão, Nepal e Tibete. Representa a união primordial de sabedoria e compaixão, representada como uma divindade masculina em união com sua consorte feminina. A figura masculina representa compaixão e meios hábeis, enquanto a parceira representa insight (Prajna). Em yab-yum, a fêmea está sentada no colo do homem. Há uma apresentação rara de uma figura semelhante, mas invertida, com o homem sentado no colo da mulher, chamada yum-yab.

## Origens
O simbolismo está associado ao tantra de Anuttarayoga e, embora existam várias interpretações do simbolismo na linguagem crepuscular, a figura masculina geralmente está ligada à compaixão (karuṇā ) e a meios hábeis (upāya-kauśalya), enquanto a parceira está ligada à "sabedoria "(prajñā).

## Iconografia
Yab-yum é geralmente entendido como representando a união primordial (ou mística) de sabedoria e compaixão. No budismo, a forma masculina é ativa, representando a compaixão e os meios hábeis (upaya) que precisam ser desenvolvidos para alcançar a iluminação. A forma feminina é passiva e representa a sabedoria (prajna), que também é necessária para a iluminação. Unidos, as figuras simbolizam a união necessária para superar os véus de Maya, a falsa dualidade de objeto e sujeito. 
Essas figuras são frequentemente trabalhadas na forma de estátuas ou relevos, ou são pintadas em thangkas. Yab-yum também pode ser representado através da significação anicônica de yantra e mandala. 

### Budismo tibetano
No budismo tibetano, as mesmas ideias são encontradas sobre o sino e o dorje, que, como o yab-yum, simbolizam o dualismo que deve ser transcendido. A prática tântrica sagrada leva ao rápido desenvolvimento da mente, usando a experiência de bem-aventurança, não dualidade e êxtase, enquanto em comunhão com o parceiro, visualizado, ou no caso de praticantes avançados, em alguns casos físicos. Em um texto importante de Anuttarayoga, onde Tilopa expõe o significado para Naropa, diz-se:
"Quando você confia em um consorte, a sabedoria da felicidade da vacuidade surgirá, então entre em união—a bênção do método e sabedoria. Abaixe-a [a bênção da felicidade sábia da vacuidade] lentamente, retenha-a, inverta-a e leve-a de volta para cima. Traga-a para os lugares do corpo e deixe espalhar em tudo. Quando você permanecer livre do desejo, a sabedoria da felicidade da vacuidade aparecerá."
Indicando a natureza avançada da prática real com consorte, os versos são os últimos do que já é amplamente considerado como um texto para os praticantes mais avançados, fato claramente evidente na história sobre Naropa receber o ensinamento.

### Hinduísmo

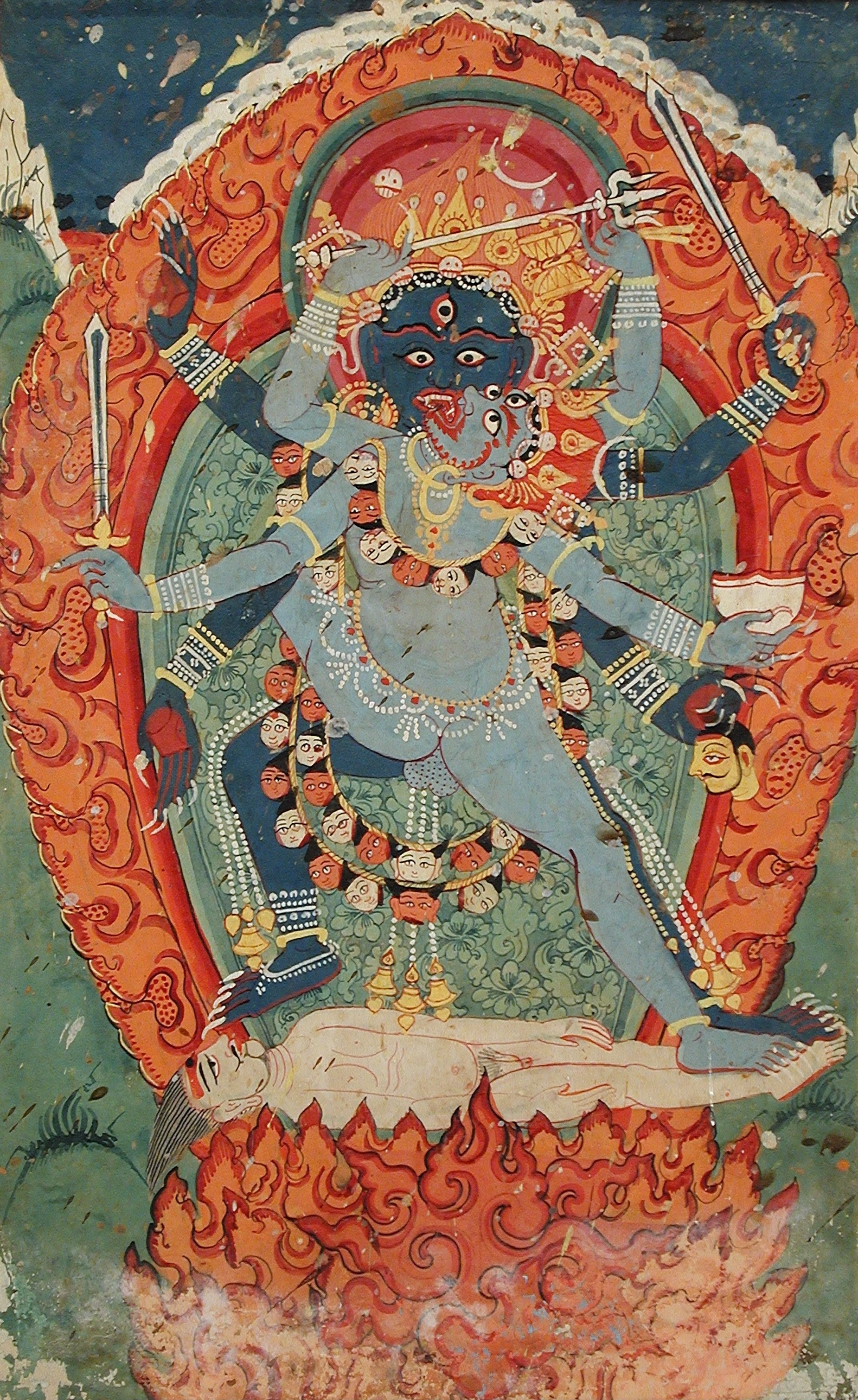
Bhairava e Kali em união.

No hinduísmo, o yab-yum tem um significado ligeiramente diferente. Lá, a postura adotada representa a força divina da criação. O conceito hindu é de uma divindade masculina passiva que abraça sua esposa, chamada shakti, que representa sua atividade ou poder. O yab-yum de Chakrasamvara-Vajravarahi é diretamente influenciado pela representação hinduísta de Kali e Bhairava em união. 

## Sadhana
O simbolismo da união e da polaridade sexual é um ensinamento central no budismo tântrico, especialmente no Tibete. A união é realizada pelo praticante como uma experiência mística dentro do próprio corpo.
Como uma prática tântrica, o Yab-yum é semelhante ao Karmamudrā ou "selo de ação". Este é o yoga tântrico envolvendo um parceiro físico. No entanto, o objetivo da prática é controlar os próprios ventos. Esse sadhana faz parte do estágio de conclusão. 

## Galeria

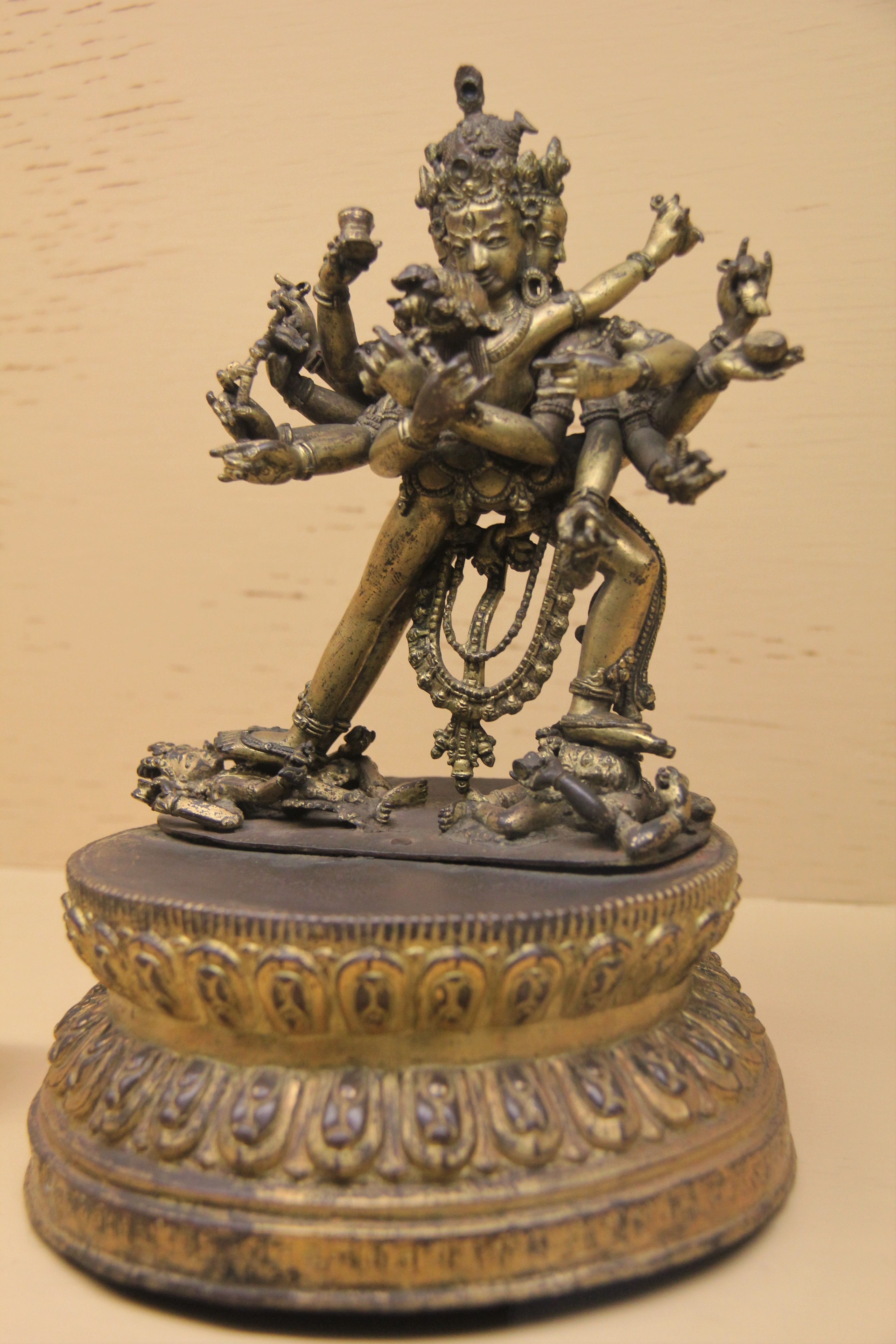
Heruka com prajna Vajravarahi. Descoberto no Nepal, estátua em exposição no Museu do Príncipe de Gales. (1544 d.C.).
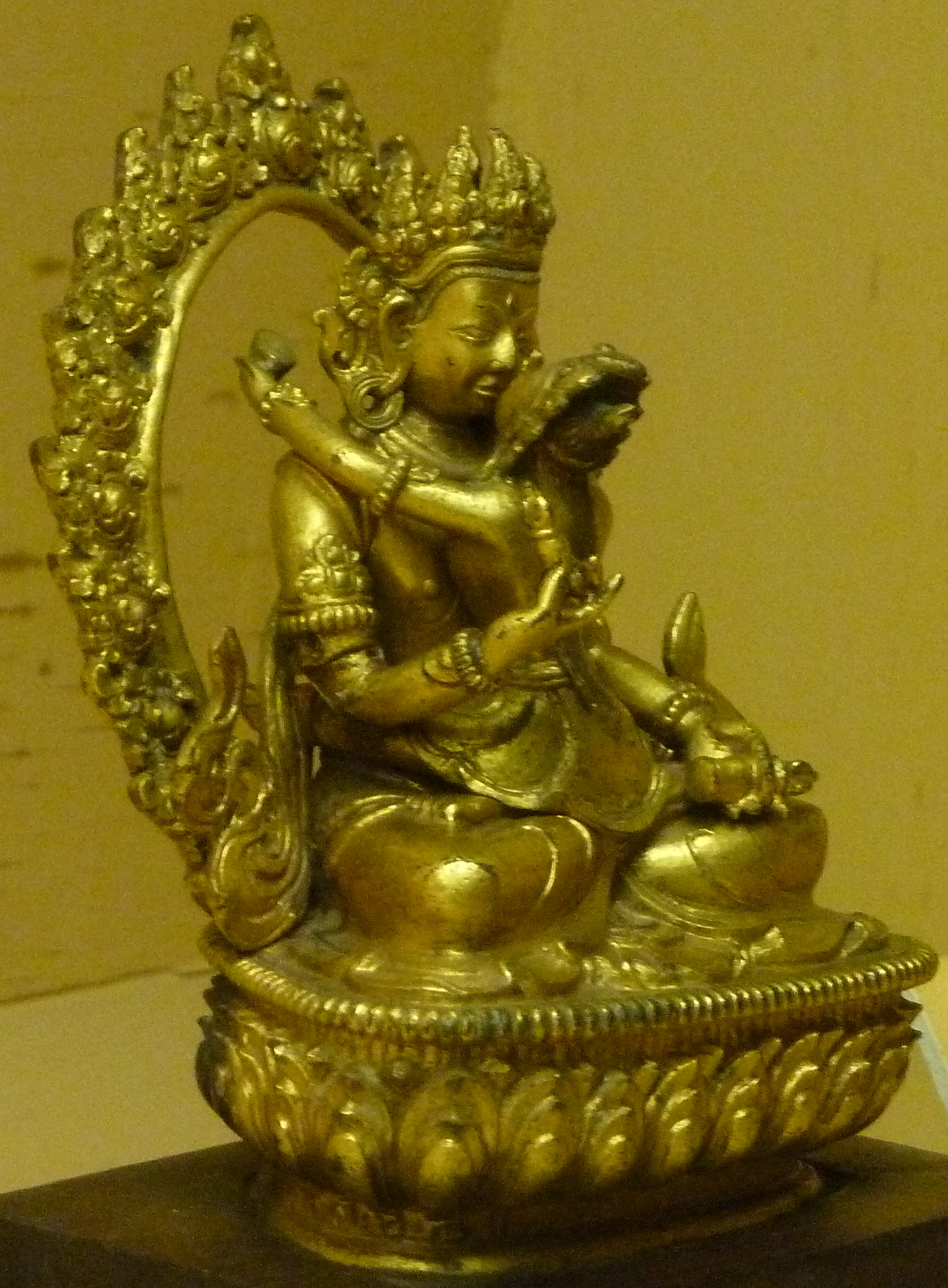
Padmasambhava em Yab-Yum.
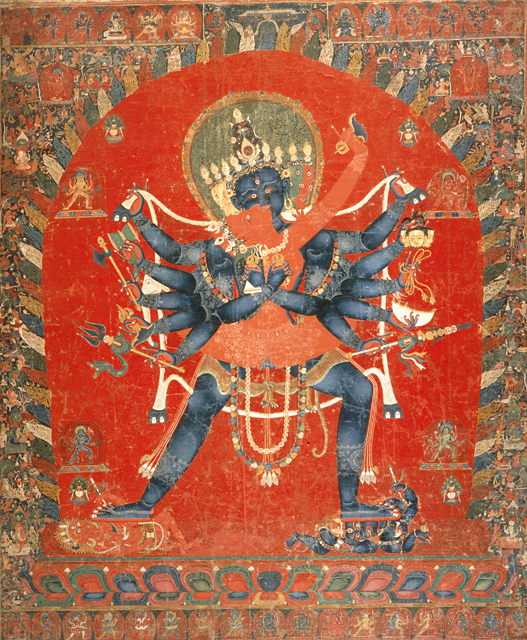
Chakrasamvara-Vajravarahi .